# Aït Mahmoud
Aït Mahmoud (în arabă آيت محمود) este o comună din provincia Tizi Ouzou, Algeria.
Populația comunei este de 7.699 de locuitori (2008).